# HD 200011
HD 200011，又名CD-4314325，SAO 230492、HR 8042，是一颗恒星，视星等为6.64，位于銀經358.19，銀緯-41.49，其B1900.0坐标为赤經20h 55m 35.5s，赤緯-43° -41.49′ 27″。